# Macromitrium sanctae-mariae
Macromitrium sanctae-mariae är en bladmossart som beskrevs av Ferdinand François Gabriel Renauld och Jules Cardot 1895. Macromitrium sanctae-mariae ingår i släktet Macromitrium och familjen Orthotrichaceae. Inga underarter finns listade i Catalogue of Life.